# Ет
Ет — один з районів (лаос. ເມືອງ муанг) провінції Хуапхан, Лаос.